# Pange
|  | Per a altres significats, vegeu «cantó de Pange». |

Pange és un comú francès al departament del Mosel·la (regió de Gran Est). L'any 2007 tenia 875 habitants.

## Geografia
El comú és a la conca hidrogràfica del Rin dins de la subconca del Rin-Meuse. És drenat per la Nied, el ruisseau de Chee i el ruisseau de l'Étang de Pange.
La Nied, amb una longitud total de 96,7 km, té el seu naixement al municipi de Marthille, travessa 47 comuns francesos, després continua el seu curs vers Alemanya on desemboca al Saar.

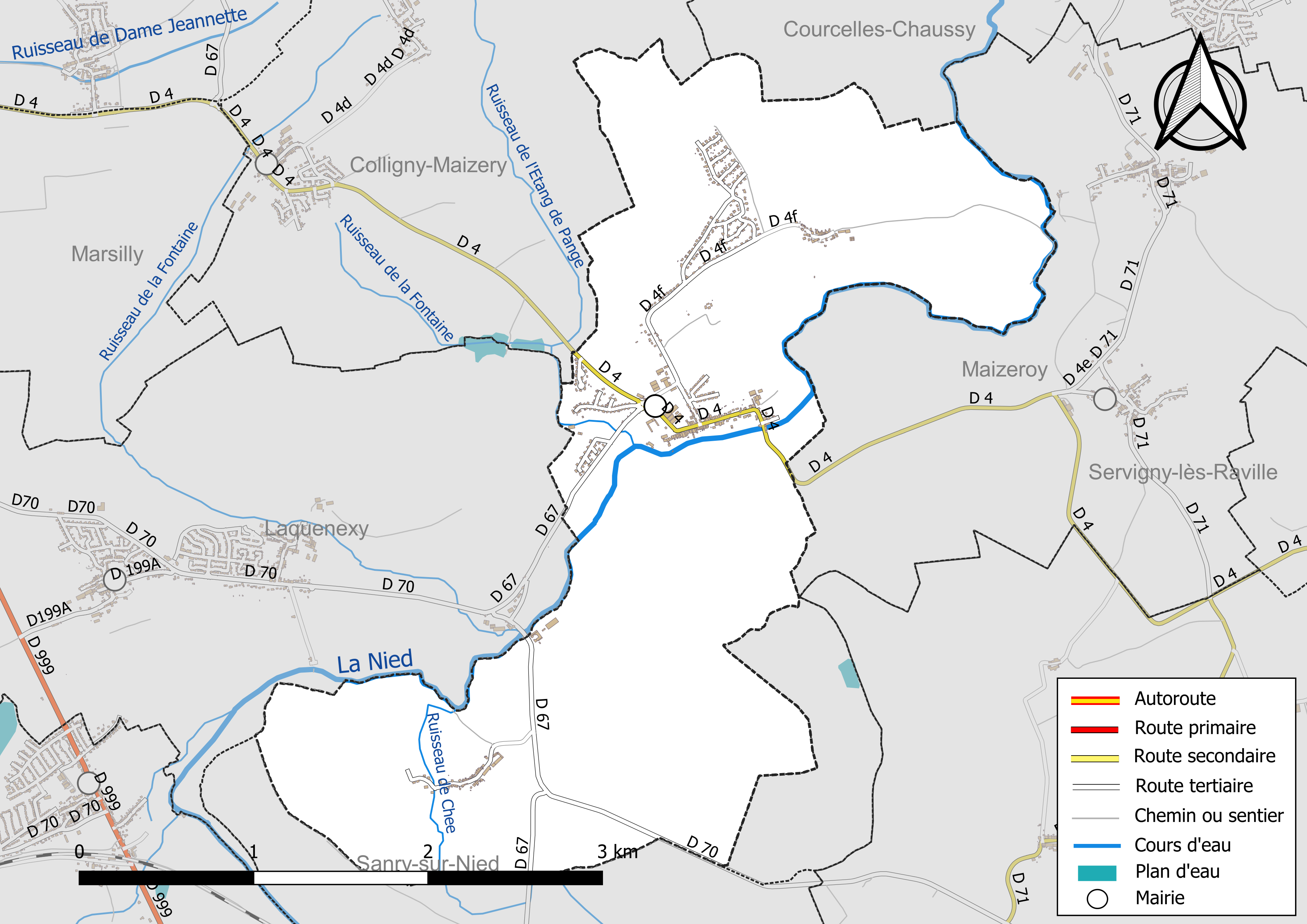
Xarxa hidrogràfica i de carreteres al seu pas per Pange.

La qualitat de l'aigua dels principals rius del municipi, en particular la Nied, es pot consultar en un lloc dedicat gestionat per les agències de l'aigua i l'Agence française pour la biodiversité.

## Demografia

### Població
El 2007 la població de fet de Pange era de 875 persones. Hi havia 331 famílies, de les quals 43 eren unipersonals (17 homes vivint sols i 26 dones vivint soles), 138 parelles sense fills, 133 parelles amb fills i 17 famílies monoparentals amb fills.
La població ha evolucionat segons el següent gràfic:

### Habitatges
El 2007 hi havia 360 habitatges, 335 eren l'habitatge principal de la família, 8 eren segones residències i 17 estaven desocupats. 350 eren cases i 10 eren apartaments. Dels 335 habitatges principals, 307 estaven ocupats pels seus propietaris, 24 estaven llogats i ocupats pels llogaters i 4 estaven cedits a títol gratuït; 16 tenien tres cambres, 60 en tenien quatre i 259 en tenien cinc o més. 293 habitatges disposaven pel capbaix d'una plaça de pàrquing. A 115 habitatges hi havia un automòbil i a 204 n'hi havia dos o més.

### Piràmide de població
La piràmide de població per edats i sexe el 2009 era:
| Homes | Edats   | Dones |
| ----- | ------- | ----- |
| 0     | 95 o +  | 0     |
| 0     | 90 a 94 | 0     |
| 0     | 85 a 89 | 2     |
| 5     | 80 a 84 | 1     |
| 4     | 75 a 79 | 11    |
| 4     | 70 a 74 | 10    |
| 22    | 65 a 69 | 20    |
| 32    | 60 a 64 | 27    |
| 22    | 55 a 59 | 32    |
| 38    | 50 a 54 | 44    |
| 34    | 45 a 49 | 25    |
| 27    | 40 a 44 | 17    |
| 30    | 35 a 39 | 44    |
| 20    | 30 a 34 | 16    |
| 23    | 25 a 29 | 19    |
| 12    | 20 a 24 | 18    |
| 21    | 15 a 19 | 17    |
| 25    | 10 a 14 | 17    |
| 39    | 5 a 9   | 23    |
| 28    | 0 a 4   | 8     |

## Economia
El 2007 la població en edat de treballar era de 599 persones, 430 eren actives i 169 eren inactives. De les 430 persones actives 412 estaven ocupades (219 homes i 193 dones) i 18 estaven aturades (8 homes i 10 dones). De les 169 persones inactives 66 estaven jubilades, 58 estaven estudiant i 45 estaven classificades com a «altres inactius».

### Ingressos
El 2009 a Pange hi havia 357 unitats fiscals que integraven 966,5 persones, la mediana anual d'ingressos fiscals per persona era de 25.021 €.

### Activitats econòmiques
Dels 29 establiments que hi havia el 2007, 2 eren d'empreses de fabricació d'altres productes industrials, 5 d'empreses de construcció, 5 d'empreses de comerç i reparació d'automòbils, 1 d'una empresa de transport, 1 d'una empresa d'hostatgeria i restauració, 4 d'empreses immobiliàries, 8 d'empreses de serveis, 2 d'entitats de l'administració pública i 1 d'una empresa classificada com a «altres activitats de serveis».
Dels 5 establiments de servei als particulars que hi havia el 2009, 1 era un paleta, 1 lampisteria, 1 electricista, 1 agència immobiliària i 1 tintoreria.
L'any 2000 a Pange hi havia 7 explotacions agrícoles.

## Equipaments sanitaris i escolars
El 2009 hi havia 1 escola maternal i 1 escola elemental.

## Poblacions properes
El següent diagrama mostra les poblacions més properes.